# Schody bębenka

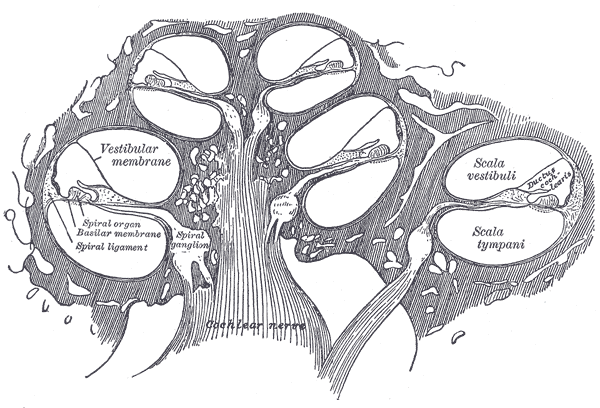
Ślimak. Schody bębenka podpisane Scala tympani

Schody bębenka (łac. scala tympani) – w anatomii człowieka jedna z trzech przestrzeni (obok schodów przedsionka i przewodu ślimakowego, inaczej schodów środkowych) zawartych w ślimaku (ucho wewnętrzne). Wypełniona jest przychłonką.
Ograniczenia:
- kostna ściana błędnika – dolne i przyśrodkowe względem wrzecionka
- blaszka spiralna kostna (lamina spiralis ossea) – górne przyśrodkowe
- ściana bębenkowa przewodu ślimakowego (paries tympanicus ductus cochelaris) – górnoboczne